# Billy Anderson
Billy Anderson é um produtor musical americano, famoso por produzir bandas como Sleep, The Melvins, High on Fire, Ratos de Porão, Neurosis, Cathedral, Orange Goblin e Acid King. Também é músico full time das bandas Men of Porn e Blessing The Hogs.